# Ginásio Renée Monteiro
O Ginásio Renée Monteiro é um ginásio brasileiro, localizado em Manaus, Amazonas. 

## História
O ginásio foi inaugurado em 1º de março de 1975 e recebeu o nome em homenageam ao ex-futebolista do Nacional Renné Monteiro. Foi construído no terreno onde anteriormente localizava-se o campo do Luso. No ano seguinte, em 1976, foi sede do Campeonato Brasileiro de Voleibol Infanto-Juvenil, no qual a Seleção Amazonense terminou na terceira colocação. Pertencia anteriormente à Escola Estadual Sólon de Lucena.
Em agosto de 2017, sediou a partida de ida das semifinais da Copa do Brasil de Futsal Feminino entre Iranduba e Unifor.